# A trón
A trón (hangul: 사도, Szado, RR: Sado; angol címén: The Throne) 2015-ben bemutatott dél-koreai történelmi dráma, melyet I Dzsunik (Lee Jun-ik) rendezett. A főbb szerepekben Szong Gangho (Song Gang-ho), Ju Ain (Yu Ah-in) és Mun Gunjong (Mun Geun-yeong) látható. A film Szado (Sado) koronaherceg életét dolgozza fel, akit apja, Jongdzso (Yeongjo) király egy rizsládába zárva halálra éheztetett. Dél-Korea ezt a filmet nevezte a 88. Oscar-díjátadó legjobb külföldi alkotásai közé, azonban nem került rövidlistára.
Magyarországon a Titanic Filmfesztivál keretében került bemutatásra 2016 áprilisában a Toldi és az Uránia mozikban.

## Cselekmény
Az alacsony származású ágyastól született Jongdzso (Yeongjo) királynak végre fia születik, azonban a koronaherceg nem váltja be szigorú apja hozzá fűzött reményeit. A származása miatt uralkodói hírnevére rendkívül kényes király semmilyen hibát nem tűr meg a fia részéről, legyen az tanulás vagy csupán a nadrág bokakötő szalagjának állása. A herceg azonban érzékeny lelkű, művészetekre nyitott, tanulni kevésbé vágyó, szabad gondolkodású fiatalemberré cseperedik, akinek uralkodási nézetei eltérnek az apjáétól. Az állandó konfliktus és apja hideg-rideg viselkedése lassan teljesen őrületbe kergeti a herceget, aki kiszámíthatatlanná válik és őrült dolgokat művel. A király, hogy saját hatalmát védje, egy rizsládába záratja a herceget büntetésképp, ahol az nyolc nap után éhen hal.

## Szereplők
- Szong Gangho (Song Gang-ho) (송강호): Jongdzso (Yeongjo) király
- Ju Ain (Yu Ah-in) (유아인): Szado (Sado) koronaherceg (사도)
- Mun Gunjong (Mun Geun-yeong) (문근영): Hjegjong (혜경, Hyegyeong) koronahercegné
- Kim Heszuk (Kim Hae-suk) (김해숙): Invon (Inwon) királyné (인원)
- Szo Dzsiszop (So Ji-sub) (소지섭): Csongdzso (Jeongjo) király (cameo)

## Díjak és elismerések
- 35. Korean Association of Film Critics Awards[14]
  - Legjobb film
  - Legjobb forgatókönyv
  - Legjobb zene
  - Az év Top 10 filmje
- 15. Korea World Youth Film Festival[15]
  - Legkedveltebb színész (Ju Ain (Yu Ah-in))
- 52. Grand Bell Awards[16]
  - Legjobb női mellékszereplő (Kim Heszuk (Kim Hae-suk))
- 36. Blue Dragon Film Awards[17][18]
  - Legjobb színész (Ju Ain (Yu Ah-in))
  - Legjobb női mellékszereplő (Cson Hjedzsin (Jeon Hye-jin))
  - Legjobb operatőri munka
  - Legjobb világítás
  - Legjobb zene
- 19. Tallinn Black Nights Film Festival[19]
  - Grand Prix
  - Legjobb zene
- SACF Artists of the Year Awards[20]
  - Artistic Impression in Motion Pictures Award (Ju Ain (Yu Ah-in))
- The Korea Film Actors Association Awards[21]
  - Legjobb színész (Ju Ain (Yu Ah-in))
  - Legjobb rendező (I Dzsunik (Lee Jun-ik))
- 7. Korean Film Reporters Association Awards (KOFRA)[22]
  - Legjobb film
  - Legjobb színész (Ju Ain (Yu Ah-in))
  - Legjobb női mellékszereplő (Cson Hjedzsin (Jeon Hye-jin))
- 10. Asian Film Awards[23]
  - Legjobb jelmeztervezés
  - Next Generation Award (Ju Ain (Yu Ah-in))
- 21. Chunsa Film Art Awards[24]
  - Grand Prix (legjobb rendező) (I Dzsunik (Lee Jun-ik))
  - Legjobb eredeti forgatókönyv
  - Legjobb színész (Ju Ain (Yu Ah-in))